# Rage (Kartenspiel)
Rage (deutsch Wut) ist ein Kartenspiel für 2 bis 10 Spieler. Es ist ein kommerzielles Spiel, das mit eigens dafür hergestellten Karten gespielt wird. Es stammt aus der „Uno“-Familie. 1983 erschien das Spiel bei International Games. In Deutschland erschien das Spiel 1985 bei Amigo. Nach der Übernahme von International Games durch Mattel erschien das Spiel 1992 bei Mattel. 2000 erschien in Deutschland eine Neuauflage wieder bei Amigo.

## Allgemeines

### Karten
Das Spiel enthält 112 Karten:
96 Farbkarten (Zahlenkarten)
- je 16 Karten (Werte 0-15)
- in den Farben rot, blau, grün, gelb, orange und violett

sowie 16 Aktionskarten
- 2 „Joker“ (zeigt nur die sechs Farben)
- 4 „Kein Trumpf“ (zeigt die sechs Farben und ein Verbotsschild)
- 4 „Trumpfwechsel“ (zeigt die sechs Farben und ein Rufzeichen)
- 3 „Rage-Rache“ (zeigt fünf Minuspunkte)
- 3 „Rage-Bonus“ (zeigt fünf Pluspunkte)

In der ursprünglichen in Deutschland vertriebenen Fassung von 1985 des Herstellers Amigo enthielt das Spiel nur 12 Sonderkarten (2 „Joker“, 3 „Kein Trumpf“, 3 „Trumpfwechsel“, 2 „Rage-Rache“, 2 „Rage-Bonus“). Zusätzlich enthielt das Spiel jedoch 4 Blankokarten (Ersatzkarten).

### Talon
Der Talon ist jener Kartenstapel in der Mitte des Tisches mit der Bildseite nach unten. Er dient zur Bestimmung der Trumpffarbe.

### Ablage
Kartenstapel neben dem Talon, mit der Bildseite nach oben.

### Trumpffarbe
Die oberste Karte der Ablage zeigt die Trumpffarbe.

### Wert
0 ist der kleinste, 15 ist der größte Wert. Der größere Wert sticht den	kleineren. Dieser Kartenwert ist nur für das Stechen maßgebend.
Die Trumpffarbe ist dabei mit ihren Zahlen 0-15 aber immer höher als die anderen 5 Farben. Innerhalb der Trumpffarbe gilt der vorherige Satz.

### Stich
Jener Mitspieler, der an der Reihe ist, spielt eine Karte aus. Danach legt jeder Spieler im Uhrzeigersinn eine Karte ab. Alle so gespielten Karten erhält ein Spieler und sind als Stich zu bezeichnen.

### Runde
Eine Runde bezeichnet jenen Zeitraum des Spiels, der sich vom Teilen der Karten bis zu jenem Zeitpunkt erstreckt, an dem die Spieler keine Karten mehr in den Händen haben und sich als Stiche bei den Spielern befinden.

### Anspieler (Ausspieler) und Spielschreiber
Anspieler (Ausspieler) ist immer jener Spieler, der die erste Karte ausspielt. Ein Spieler wird per Los zum Spielschreiber bestimmt. Er notiert sämtliche Ansagen vor jeder Runde und sämtliche errechneten Punktwertungen für jeden Spieler nach jeder Runde.

## Spielregeln

### Rundenanzahl und Kartenanzahl
Ein Spiel hat 10 Runden. Bei der ersten Runde werden jedem Spieler 10 Karten ausgeteilt. Mit jeder weiteren Runde gibt es eine Karte weniger, bis in der letzten Runde jeder Spieler nur noch 1 Karte erhält.

### Mischen und Verteilen
Der Teiler der Karten wird per Los bestimmt. Zunächst werden die Karten gemischt, danach wird vom Spieler zur Rechten des Teilers abgehoben und anschließend werden die Karten einzeln im Uhrzeigersinn an die Spieler ausgeteilt.

### Talon und Ablage
Die nach dem Verteilen verbleibenden Karten werden als Talon abgelegt. Die oberste Karte des Talons wird umgedreht und als Ablage neben den Talon gelegt. Wenn diese Karte eine Aktionskarte ist, ist der Vorgang so lange zu wiederholen, bis eine Zahlenkarte die Trumpffarbe zeigt.

### Stichwette und Wertung
- Jeder Spieler wettet nun, wie viele Stiche er glaubt machen zu können.
- Auch „0 Stiche“ ist eine gültige Ansage.
- Der Spielschreiber notiert diese Ansagen.
- Ist nach Beendigung der Runde die angesagte Stichanzahl mit den tatsächlich gemachten Stichen ident, so erhält man 10 Punkte.
- Liegt keine Übereinstimmung vor, so wird man mit 5 Minuspunkten bestraft.
- Für jeden gemachten Stich erhält man einen Punkt.

### Spielvorgang
Die erste Karte wird von jenem Spieler ausgespielt, der links vom Teiler sitzt. Jedes weitere Ausspiel bis zum Ende der Runde wird von jenem Spieler getätigt, der den letzten Stich gemacht hat.

### Spielzwänge
Es gilt für das gesamte Spiel Farbzwang. Nur wenn man die angespielte Farbe nicht besitzt, darf eine Fremdfarbe, Trumpf oder eine Aktionskarte gespielt werden.
Es gilt für das gesamte Spiel kein Stechzwang. Man hat immer die Möglichkeit zu „largieren“ (ducken), sofern der Farbzwang nicht verletzt wird.
Es gilt für das gesamte Spiel kein Trumpfzwang. Solange man noch andere Karten außer Trumpf besitzt, muss auch nicht mit Trumpf gestochen werden.

## Aktionskarten

### Allgemeine Regeln für Aktionskarten
Wenn ein Spieler die angespielte Farbe nicht hat und im Besitz einer Aktionskarte ist, so kann er diese zum Stich zugeben. Wird eine Aktionskarte, ausgenommen der Joker-Karte, als erstes ausgespielt, so ist für diesen Stich die erste Zahlenkarte maßgebend. Fallen mehrere Aktionskarten eines Typs in einen Stich zusammen so behält nur die erste ihre Gültigkeit. Besteht ein Stich ausschließlich aus Aktionskarten (ohne Joker) so sticht in diesem Falle die erstgespielte Aktionskarte, also der Ausspieler.

### Rage-Rache
Fällt die „Rage-Rache“–Karte in einen Stich, so werden dem Besitzer dieses Stiches am Ende 5 Punkte abgezogen.

### Rage-Bonus
Fällt die „Rage-Bonus“–Karte in einen Stich, so werden dem Besitzer dieses Stiches am Ende 5 Punkte gutgeschrieben.

### Kein-Trumpf
Wird diese Karte gespielt, so wird sofort die Trumpffarben-Karte auf der Ablage umgedreht. Bei diesem Stich gilt ab sofort kein Trumpf mehr. Bereits gespielte und noch gespielte Trumpfkarten in diesen Stich haben keine Wirkung mehr und sind wie Fremdfarben zu handhaben. Den Stich erhält jener Spieler mit der höchsten erstgespielten Farbe. Nach diesem Stich wird wieder eine Karte vom Talon auf die Ablage gelegt um die neue Trumpffarbe anzuzeigen. Wenn diese Karte eine Aktionskarte ist, ist der Vorgang so lange zu wiederholen, bis eine Zahlenkarte die neue Trumpffarbe zeigt.

### Trumpfwechsel
Wird diese Karte gespielt, so wird sofort eine Karte vom Talon auf die Ablage gelegt um die neue Trumpffarbe anzuzeigen. Wenn diese Karte eine Aktionskarte ist, ist der Vorgang so lange zu wiederholen, bis eine Zahlenkarte die neue Trumpffarbe zeigt. Die neue Trumpffarben-Karte zeigt die Trumpffarbe für den aufliegenden Stich und das weitere Spiel.

### Joker
Wer eine Joker-Karte ausspielt, muss eine Farbe ansagen, die für den Joker gilt. Die gewählte Farbe
kann auch die aktuelle Trumpffarbe sein. Der Joker ist die höchste Karte der gewählten Farbe im Stich. Wird
nicht die aktuelle Trumpffarbe als Farbe für den Joker gewählt, dann ist jede Karte in der aktuellen Trumpffarbe
höher als der Joker. Werden beide Joker in einem Stich gespielt, ist der zweite Joker höher als der erste.

## Abrechnung

### Rundenwertung
Am Ende einer Runde wird gezählt und vom Spielschreiber werden die Punkte notiert.
Pro Spieler wird folgendes gezählt und anschließend aufgerechnet:
- für jeden Stich +1 Punkt
- Stich-Wette gewonnen +10 Punkte
- Stich-Wette verloren −5 Punkte
- Rage-Bonus +5 Punkte
- Rage-Rache −5 Punkte

### Siegerermittlung
Nach Beendigung aller Runden hat jener Spieler gewonnen, der die meisten Punkte erzielt hat.

## Trivia
Das Spielprinzip ähnelt sehr stark einem jüngeren Kartenspielartikel Wizard, welches ebenfalls von Amigo vertrieben wird. Bei selbigem findet sich bemerkenswerterweise der Untertitel „Das Spiel, das sie in Rage bringt!“.